# Giorgio Bonola
Pour les articles homonymes, voir Bonola.

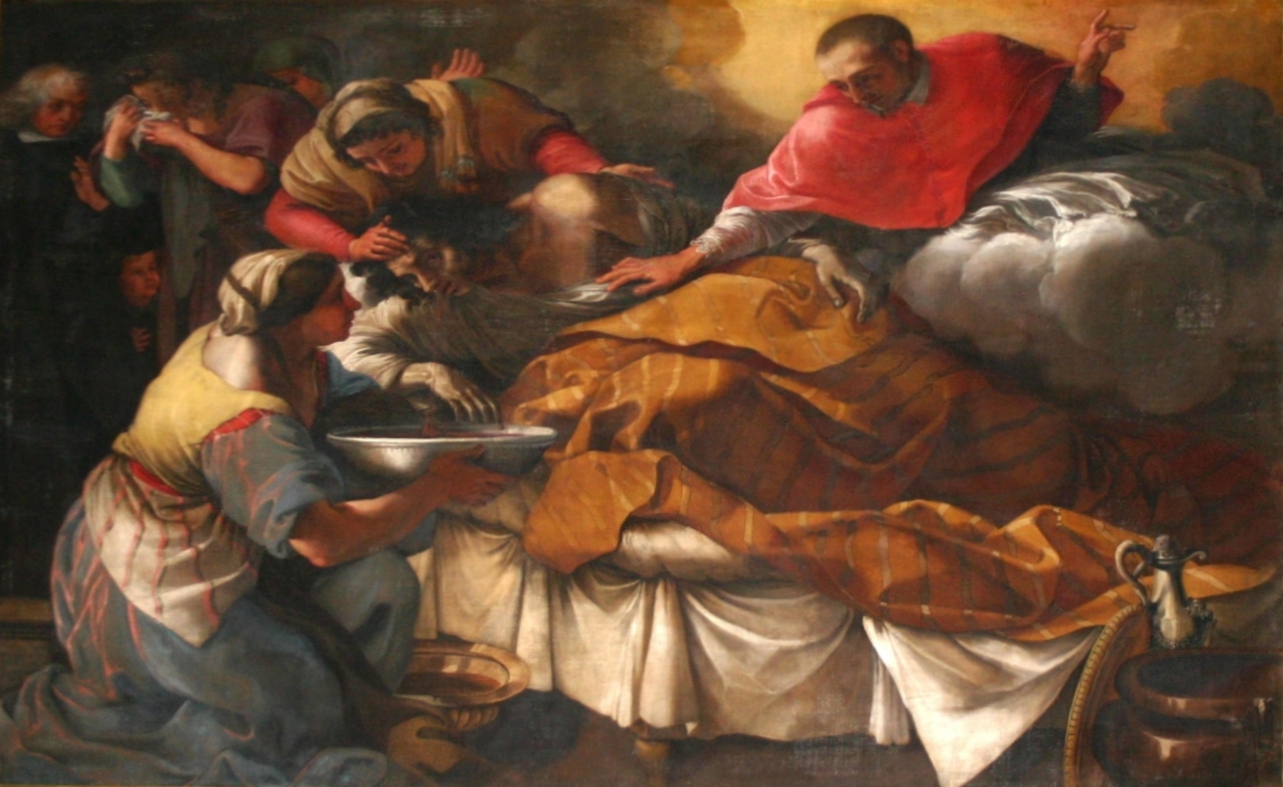
Miracolo di Marco Spagnolo, Dôme de Milan

Giorgio Bonola (Corconio, frazione de Orta San Giulio, 27 juillet 1657 - Milan, 11 janvier 1700) est un peintre italien baroque qui a été actif à Milan, dans la seconde moitié du XVIIe siècle.

## Biographie
Si Giorgio Bonola  fut un peintre qui participa au projet grandiose des Quadroni di San Carlo qui a rassemblé plus de 50 tableaux, de nombreux peintres, exposés dans le Dôme de Milan, en hommage à la vie et aux miracles de saint Charles Borromée, il fut aussi un grand collectionneur et un marchand d'œuvres d'art.
Il écrivit un ouvrage sur sa collection una raccolta di antichi disegni di pittori italiani di varie epoche, un manuscrit dit « Codice Bonola », dispersé après sa mort entre ses différents héritiers (éléments répartis ensuite en plusieurs lieux dont les principaux sont le Musée nationale de Varsovie et  le Musée des Beaux-Arts de Santiago du Chili).

## Œuvres
- Tableaux, l'église paroissiale San Rocco, Miasino.
- Participation aux Quadroni di San Carlo, Dôme de Milan, dans la nef à droite en entrant :
  - Creato abate, San Carlo destina i suoi averi ai poveri (1690)
  - Miracolo di Marco Spagnolo,

## Ouvrage manuscrit
- Codice Bonola,  ébauche d’histoire de la peinture italienne des origines aux temps de l’auteur, accompagnée d'environ  300 dessins,  dispersée sur le marché de l’art au XVIIIe siècle, recomposée  grâce aux études contemporaines sur l’histoire du  collectionnisme[2].

## Sources
- Séminaire de l'Université de Lille : Maria Teresa Arrizoli, La collection de dessins du peintre Giorgio Bonola (1657-1700), avril 2009.